# Eleições legislativas de Israel em 1977

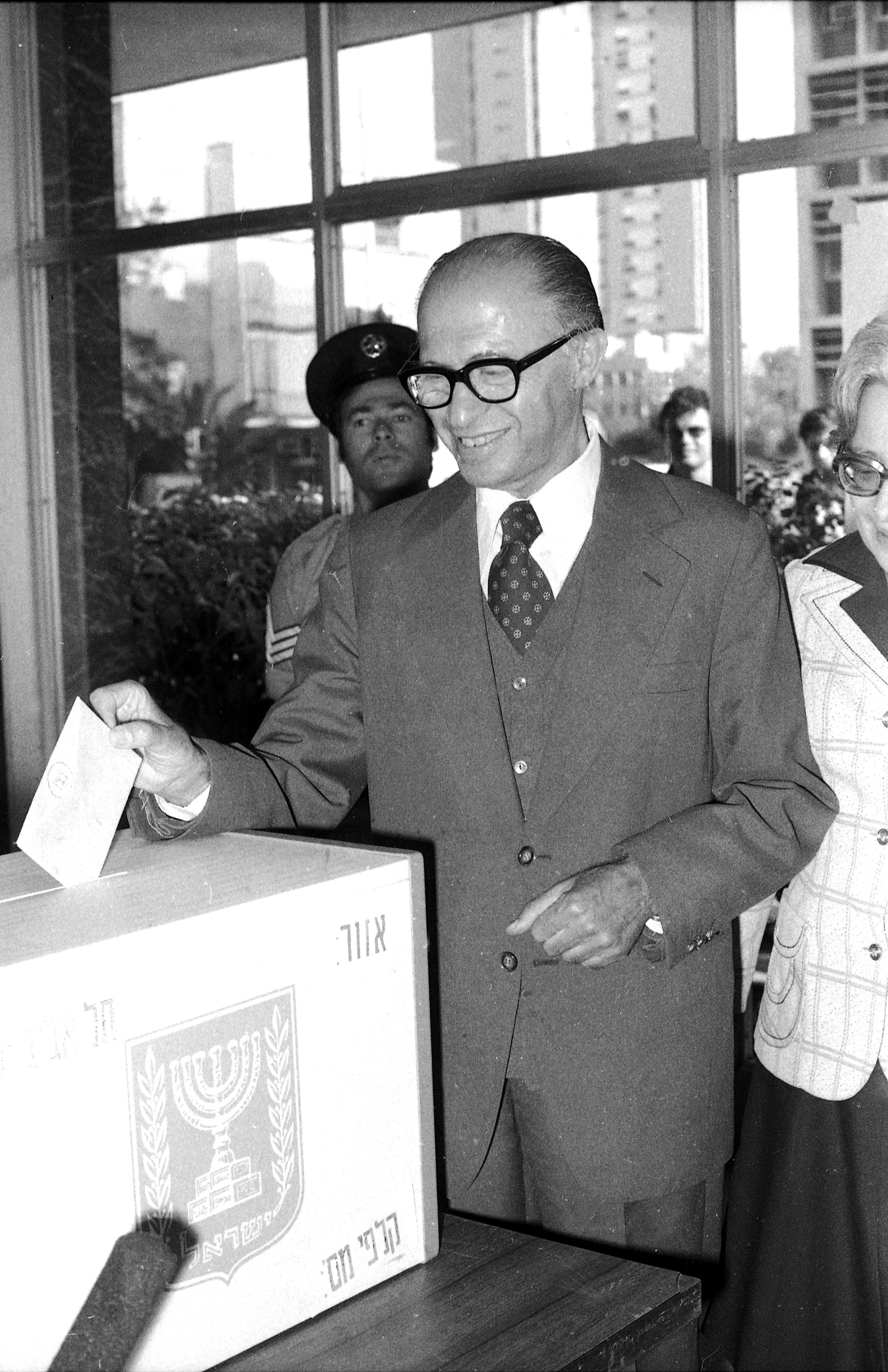

As eleições legislativas de 1977 em Israel foram realizadas em 17 de maio de 1977 para eleger os 120 membros da nona legislatura do Knesset.
Essas eleições marcaram uma mudança política importante em Israel, pois marcou a primeira vez em que o partido de direita Likud venceu as eleições israelenses e assumiu o poder, encerrando décadas de domínio de governos de centro-esquerda – como da coalizão Alinhamento e de seu antecessor, o Mapai – que havia liderado o país desde sua fundação. Como resultado, o partido Likud recebeu 718 941 votos e conquistou 43 assentos no Knesset, enquanto a coalizão liderada pelo Partido Trabalhista, que estava no poder, obteve 430 023 votos e ficou com 32 assentos. Foi uma vitória decisiva para o Likud, que posteriormente formou um governo de coalizão e Menachem Begin tornou-se o primeiro-ministro de Israel.

A eleição marcou o início de um período na política de Israel que durou quase duas décadas em que os blocos de centro-esquerda e direita tinham aproximadamente o mesmo número de assentos no Knesset.